# Chuck McCann
Charles Jonathan Thomas McCann (Brooklyn, 2 settembre 1934 – Los Angeles, 8 aprile 2018) è stato un attore e doppiatore statunitense.

## Biografia
Figlio di Valentine Joseph McCann (1905-1977) e Viola Patrice Hennessy (1905-1997), all'inizio degli anni settanta si stabilì a Los Angeles per intraprendere la carriera di attore. Fece frequenti apparizioni come ospite in programmi televisivi e serie, tra cui La casa nella prateria, Bonanza, Agenzia Rockford e The Bob Newhart Show.
McCann è morto l'8 aprile 2018 per insufficienza cardiaca congestizia al Cedars-Sinai Medical Center di Los Angeles all'età di 83 anni. Riposa al  Forest Lawn Memorial Park a Glendale di Los Angeles County.
Lascia la sua terza moglie, Betty Fanning e due figlie dal suo secondo matrimonio. Suo figlio Sean, dal suo primo matrimonio, è morto nel 2009.

## Filmografia parziale

### Cinema
- L'urlo del silenzio (The Heart Is a Lonely Hunter), regia di Robert Ellis Miller (1968)
- The Projectonist, regia di Harry Hurwitz (1970)
- I maledetti figli dei fiori (Jennifer on My Mind), regia di Noel Black (1971)
- Herbie il Maggiolino sempre più matto (Herbie Rides Again), regia di Robert Stevenson (1974)
- Linda Lovelace for President, regia di Claudio Guzmán (1975)
- How to Break Up a Happy Divorce, regia di Jerry Paris (1976)
- L'ultima follia di Mel Brooks (Silent Movie), regia di Mel Brooks (1976)
- Gioco sleale (Foul Play), regia di Colin Higgins (1978)
- They Went That-A-Way & That-A-Way, regia di Edward Montagne e Stuart E. McGowan (1978)
- Corsa al massacro (Thrashin'), regia di David Winters (1986)
- Hamburger: The Motion Picture, regia di Mike Marvin (1986)
- I demoni della mente (Cameron's Closet), regia di Armand Mastroianni (1988)
- That's Adequate, regia di Harry Hurwitz (1989)
- Hawaii squadra speciale (Guns), regia di Andy Sidaris (1990)
- Il mistero di Storyville (Storyville), regia di Mark Frost (1992)
- Ragazze nel pallone (Ladybugs), regia di Sidney J. Furie (1992)
- Robin Hood - Un uomo in calzamaglia (Robin Hood: Men in Tights), regia di Mel Brooks (1993)
- Dracula morto e contento (Dracula: Dead and Loving It), regia di Mel Brooks (1995)
- They Call Him Sasquatch, regia di David H. Venghaus Jr. (2003)
- Citizen Jane, regia di Armand Mastroianni (2009)
- Night Club, regia di Sam Borowski (2011)

### Televisione
- Bonanza – serie TV, episodio 13x23 (1972)
- Colombo (Columbo) – serie TV, episodio 3x04 (1973)
- The Bob Newhart Show – serie TV, episodio 1x15 (1973)
- Kojak – serie TV, episodio 1x16 (1974)
- La casa nella prateria (Little House on the Prairie) – serie TV, episodio 1x11 (1974)
- Pepper Anderson - Agente speciale (Police Woman) – serie TV, 2 episodi (1974-1976)
- Far Out Space Nuts – serie TV, 15 episodi (1975)
- Starsky & Hutch – serie TV, 2 episodi (1976-1977)
- Agenzia Rockford (The Rockford Files) – serie TV, episodio 4x06 (1977)
- L'Evo di Eva (All That Glitters)  – serie TV, 21 episodi (1977)
- Switch - serie TV, 2 episodi (1977)
- CHiPs – serie TV, episodio 5x10 (1981)
- Giorno per giorno (One Day at a Time)  – serie TV, 3 episodi (1981-1982)
- Ralph supermaxieroe (The Greatest American Hero) – serie TV, episodio 2x20 (1982)
- Matt Houston – serie TV, 2 episodi (1983-1985)
- Supercar (Knight Rider) - serie TV, episodio 3x22 (1985)
- Un salto nel buio (Tales from the Darkside) – serie TV, episodio 2x01 (1985)
- Santa Barbara – soap opera, 7 puntate (1987-1988)
- Invasione letale (Invasion) - film TV, regia di Armand Mastroianni (1997)
- Sabrina, vita da strega (Sabrina, the Teenage Witch) – serie TV, episodio 1x13 (1997)
- Boston Legal – serie TV, 6 episodi (2007-2008)

### Doppiaggio
- Zio Paperone alla ricerca della lampada perduta (DuckTales the Movie: Treasure of the Lost Lamp) (1990)
- Topolino strepitoso Natale!  (Mickey's Twice Upon a Christmas) (2004)

## Doppiatori italiani
Nelle versioni in italiano delle opere in cui ha recitato, Chuck McCann è stato doppiato da:
- Enzo Consoli in Una ragazza molto brutta
- Gianni Marzocchi in Starsky & Hutch (ep. 2x24)
- Paolo Lombardi in Santa Barbara